# Àntim
|  | Per a altres significats, vegeu «Àntim de Constantinoble». |

Àntim (en llatí: Anthimus, en grec antic: Ἀνθίμος) era bisbe de Trebisonda al Pont.
Va ser elegit Patriarca de Constantinoble per influència de l'emperadriu Teodora (535) i va ser convençut per les doctrines que Sever d'Antioquia difonia, l'heretgia dels monofisistes, defensada per Eutiques de Constantinoble.
Agapit I, papa i bisbe de Roma, va anar a Constantinoble i va aconseguir un decret de l'emperador Justinià I deposant a Àntim, deposició confirmada per un sínode fet a la capital dirigit per Menes I, successor d'Àntim. Una part del debat entre Àntim i Agapit en presència de Justinià es conserva a les actes del concili.